# روکا ده جورجی
روکا ده جورجی (به ایتالیایی: Rocca de' Giorgi) یک کومونه در ایتالیا است که در استان پاویا واقع شده‌است. روکا ده جورجی ۱۰٫۷ کیلومتر مربع مساحت و ۹۱ نفر جمعیت دارد.